# Leuchtturm Dongyong
Der Leuchtturm Dongyong (chinesisch 東湧燈塔, Pinyin Dōngyǒng Dēngtǎ, en.: Dongyong/Tungyung Lighthouse) ist ein aktiver Leuchtturm an der Ostküste der Insel Dongyin (Tungyung, Dongyong) in Dongyin Township, Lienchiang County (連江縣, Lián jiāng xiàn), Fujian Province (福建省, Fújiàn Shěng), Taiwan.

## Geschichte
Im späten 19. Jahrhundert eröffnete die Qing-Dynastie einen Hafen in dem Gebiet und britische Ingenieure erbauten den Leuchtturm Dongying als Signal für Schiffe. Der Bau wurde 1902 fertiggestellt. 1988 wurde der Leuchtturm als historisches Gebäude eingetragen. Später wurde diese Klassifizierung aufgehoben, aber 2016 wieder eingetragen.
Er wird vom Maritime and Port Bureau betrieben.

## Geographie
Der Leuchtturm steht auf einer zerklüfteten Landzunge am Ostende der Insel und überblickt die Formosastraße im Osten. Auf der Landzunge befindet sich auch der Tempel Zhangjiang Junmiao, und die Aussichtspunkte Suicide Cliff (烈女義坑, liè nǚ yìkēng) und A Thread Of Sky (一線天 Yīxiàn Tīan).

## Architektur
Der Leuchtturm ist dreistöckig, mit Basis, Laterne und Dach. Er ist rund und erbaut aus Ziegeln mit weißem Anstrich. Er ist 14,3 m hoch und sein Signal leuchtet drei Mal alle 20 Sekunden. Eine gemauerte Treppe führt von der Höhe der Landzunge hinunter zum Standort des Leuchtturms. Auf den Klippen unterhalb des Leuchtturms sind zwei Nebelkanonen angebracht.